# Курчанскаја
Курчанскаја (рус. Курчанская) насељено је место руралног типа (станица) на југозападу европског дела Руске Федерације. Налази се у западном делу Краснодарске покрајине и административно припада њеном Темрјучком рејону.
Према подацима националне статистичке службе РФ за 2010, станица је имала 6.600 становника и била је четврто по величини насеље у припадајућем рејону.

## Географија
Станица Курчанскаја се налази у западном делу Краснодарске покрајине. Лежи на југоисточној обали Курчанског лимана у делти Кубања, на неких 14 километара југоисточно од административног центра рејона, града Темрјука.
Кроз насеље пролази друмски правац који повезује Темрјук са Славјанском на Кубану.
У околини насеља се налазе бројна пиринчана поља и виногради.

## Историја
Село је основано 1865. године као једно од козачких насеља на том подручју.

## Демографија
Према подацима са пописа становништва 2010. у селу је живело 6.600 становника.
| 1989. | 2002. | 2010. |
| ----- | ----- | ----- |
| [ 2 ] | 6.277 | 6.600 |